# Wino jabłkowe
Wino jabłkowe – jeden z rodzajów win owocowych. 
Do produkcji tego rodzaju wina wykorzystuje się wyciśnięty sok jabłkowy (moszcz), do którego zazwyczaj dodaje się syrop cukrowy lub cukier, kwas cytrynowy lub moszcz z kwaśnych owoców jak np. porzeczek. Do fermentującego wina niekiedy dodaje się owoce o wysokiej zawartości garbnika, w celu nadania mu lekko cierpkiego smaku i polepszenia jakości procesu fermentacji. 
Jednym z rodzajów wina jabłkowego jest jabłecznik, który jest produkowany z moszczu jabłkowego bez dodatku cukru, co daje w efekcie słabe i wytrawne wino o małej trwałości ze względu na małą zawartość utrwalającego alkoholu. Z jabłek udają się wszelkie rodzaje wina tzn. wytrawne i słodkie, oraz słabe i mocne. Wino jabłkowe jest dobrym składnikiem do kupażowania zwłaszcza z winem porzeczkowym i winem agrestowym.